# Saint-Vaast-de-Longmont

Saint-Vaast-de-Longmont este o comună în departamentul Oise, Franța. În 1 ianuarie 2022 avea o populație de 647 de locuitori.